# کولیکو
کولیکو (به ایتالیایی: Colico) یک کومونه در ایتالیا است که در استان لکو واقع شده‌است. کولیکو ۳۵٫۳ کیلومتر مربع مساحت دارد ۲۱۸ متر بالاتر از سطح دریا واقع شده‌است.

## خواهرخوانده
شهر وولفگ خواهرخواندهٔ کولیکو هست.